# Periparus rufonuchalis
Periparus rufonuchalis là một loài chim trong họ Paridae.